# (36186) 1999 TC31
1999 TC31 (asteroide 36186) é um asteroide da cintura principal. Possui uma excentricidade de 0.11518010 e uma inclinação de 13.07377º.
Este asteroide foi descoberto no dia 4 de outubro de 1999 por LINEAR em Socorro.